# Chevrolet Turbo-Air 6
O Chevrolet Turbo-Air 6 é um motor automotivo de seis cilindros refrigerado a ar desenvolvido pela General Motors (GM) no final da década de 1950 para uso no Chevrolet Corvair com motor traseiro da década de 1960. Foi utilizado em toda a linha Corvair, bem como em uma ampla variedade de outras aplicações.
O uso de refrigeração a ar do motor o tornou atraente para construtores amadores de aeronaves, e construtores de motores de pequeno volume estabeleceram uma indústria caseira modificando motores Corvair para aeronaves.

## Histórico
Ed Cole, engenheiro-chefe da Chevrolet de 1952 a 1956 e gerente geral da Chevrolet de 1956 a 1961, foi o principal responsável por colocar o Corvair e seu motor em produção. A experiência de Cole com veículos com motor traseiro começou durante seu tempo como engenheiro chefe de design de tanques leves e veículos de combate para a Cadillac durante a Segunda Guerra Mundial. Ele projetou powertrains para o tanque leve M24 Chaffee e o tanque M5 Stuart, o último dos quais usava dois motores Cadillac V8 montados na parte traseira que conduziam através de transmissões Hydramatic.
Após a guerra, Cole foi promovido a engenheiro-chefe da Cadillac. Em 1946 ele começou a experimentar protótipos de carros de passageiros com motor traseiro, apelidados de "Cadibacks".
Em 1950, Cole foi convidado a supervisionar a produção do tanque M41 Walker Bulldog nas instalações da Cadillac em Cleveland. O M41 foi alimentado por um motor Continental AOS-895-3. Este era um motor boxer supercharged de seis cilindros, refrigerado a ar, de quatro tempos que deslocou 895 cu in (14,7 L).
Cole também registrou mais de 300 horas pilotando um Beechcraft Bonanza movido por um motor Continental menor com o mesmo layout básico.
Depois de se mudar para a Chevrolet, Cole instruiu o engenheiro Maurice Olley a criar "algo diferente". Olley e sua equipe avaliaram os layouts de motor dianteiro / tração dianteira e motor traseiro, tração traseira e determinaram que o layout traseiro / traseiro precisaria de um motor de alumínio e que o resfriamento a ar seria o preferido.
A responsabilidade pelo desenvolvimento do motor coube principalmente ao Engenheiro de Projeto Sênior Robert P. Benzinger e ao projetista do motor Adelbert “Al” Kolbe. O primeiro motor foi acionado no departamento de engenharia da Chevrolet em dezembro de 1957. Para os primeiros testes de estrada, um protótipo foi instalado em um Porsche 356. As mulas de desenvolvimento posteriores foram chamadas de LaSalle II ou marcadas como Holdens.
Uma nova fundição foi construída em Massena, Nova York, tornando-se a Massena Castings Plant. A GM convenceu a Reynolds Aluminium a construir uma planta de redução de alumínio nas proximidades para fornecê-la. As peças de alumínio incluíam o bloco, cabeçotes, carcaça do volante, tampa do cárter, carcaça da embreagem e pistões. 92 lb (41,7 kg) de alumínio foi usado em cada motor. Novas técnicas de fundição e usinagem tiveram que ser desenvolvidas para produzir as peças de liga leve. As peças de alumínio foram fundidas com uma técnica de fundição de baixa pressão usando máquinas construídas e instaladas por Karl Schmidt GmbH de Neckarsulm, Alemanha. Todos os motores foram montados na fábrica de motores Tonawanda da GM.
O carro e o motor foram apresentados oficialmente em 29 de setembro de 1959 e estreados nos showrooms em 2 de outubro. A publicidade elaborada pela agência Campbell-Ewald destacou o fato de que o motor refrigerado a ar não necessitava de anticongelante, e que grande parte do motor era feito de "alumínio aeronáutico". A mesma agência de publicidade deu ao motor seu nome oficial; o "Turbo-Air 6".
O motor Turbo-Air 6 foi usado em todos os modelos de carros Corvair em todos os níveis de acabamento, incluindo os sedãs e conversíveis 500, 700, 900 Monza, Corsa e Spyder cupês, bem como as peruas Corvair e Lakewood. Ele também acionou as vans da série Forward-Control 95, incluindo a van Corvan e a van Chevrolet Greenbrier, e as picapes Loadside e Rampside.
Versões ajustadas do motor apareceram em alguns Corvairs modificados vendidos sob o nome do personalizador, como o Fitch Sprint, o Yenko Stinger e o Solar Cavalier. Don Yenko reivindicou até 240-250 hp (179,0-186,4 kW) de seu estágio IV e Stingers de corrida.
A fabricação do Turbo-Air 6 terminou com a cessação da produção do Corvair após 1969

## Uso aeronáutico
- Ace Baby Ace[18]
- AMD Zodiac[19]
- Azalea Saberwing[20]
- Bowers Fly Baby[21]
- Custom Flight Lite Star[22]
- Pietenpol Air Camper[23]
- Pro-Composites Personal Cruiser[2]
- Sport Performance Aviation Panther[24]
- Zenith Zodiac CH 601
- Zenith STOL CH 701